# Speidarane
Die Speidarane (norwegisch für Späher) sind eine Gebirgsgruppe aus Berggipfeln und Nunatakkern im ostantarktischen Königin-Maud-Land. Im Borg-Massiv ragen sie südwestlich des Tals Frostlendet und der Gebirgskette Palisaden auf.
Wissenschaftler des Norwegischen Polarinstituts benannten sie 2017.